# Medvedgrad
 (avril 2025).
Si vous disposez d'ouvrages ou d'articles de référence ou si vous connaissez des sites web de qualité traitant du thème abordé ici, merci de compléter l'article en donnant les références utiles à sa vérifiabilité et en les liant à la section « Notes et références ».
Le château de Medvedgrad (en hongrois: Medvevár) est un ancien château fort en ruine situé à 10 km au nord de Zagreb, en Croatie, au sein du massif montagneux de Medvednica.
À des fins défensives, cette forteresse a été construite sur une colline, "Mali Plazur", qui est un contrefort de la crête principale de la montagne qui surplombe la ville. Par temps clair, le château est visible de loin. Au-dessous de la tour principale du château se trouve Oltar Domovine ("Autel de la Patrie") dédié aux soldats croates tués lors de la guerre d'indépendance croate.

## Galerie

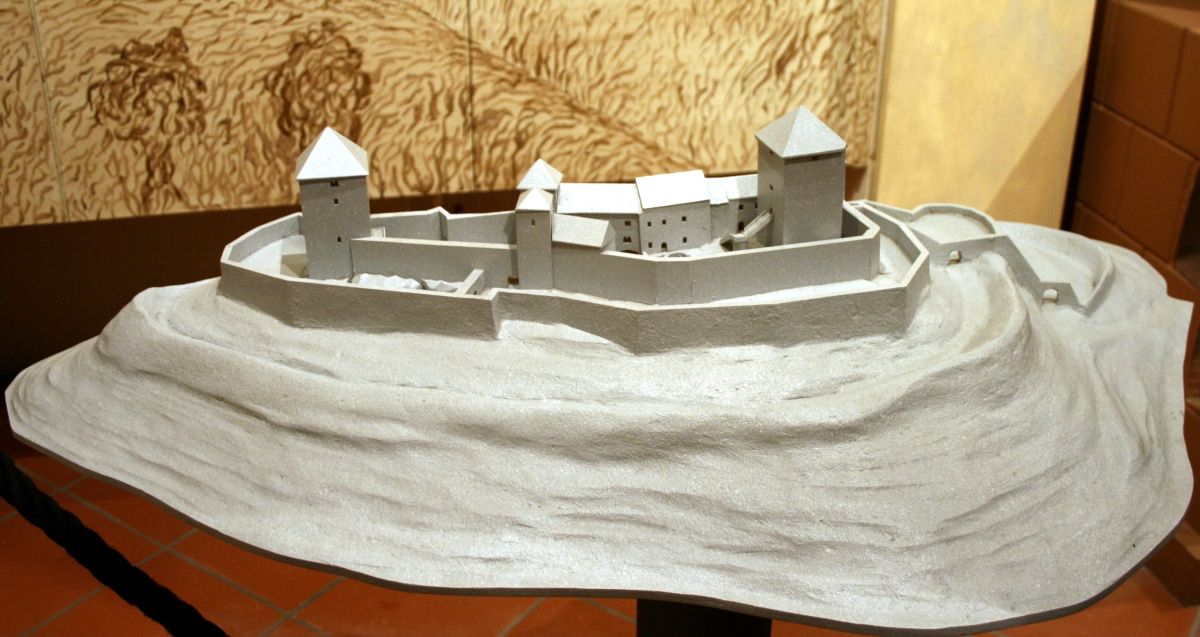
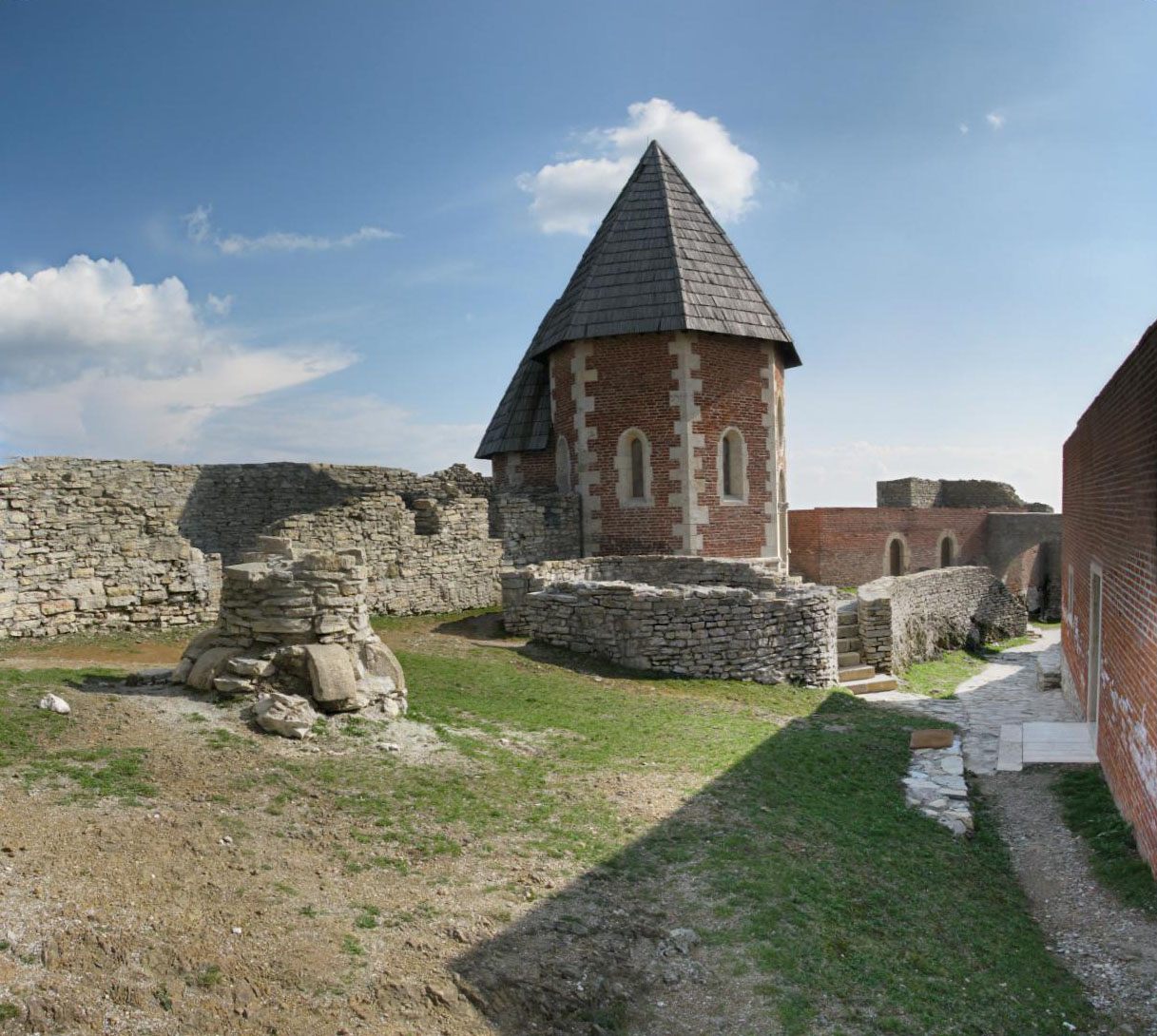
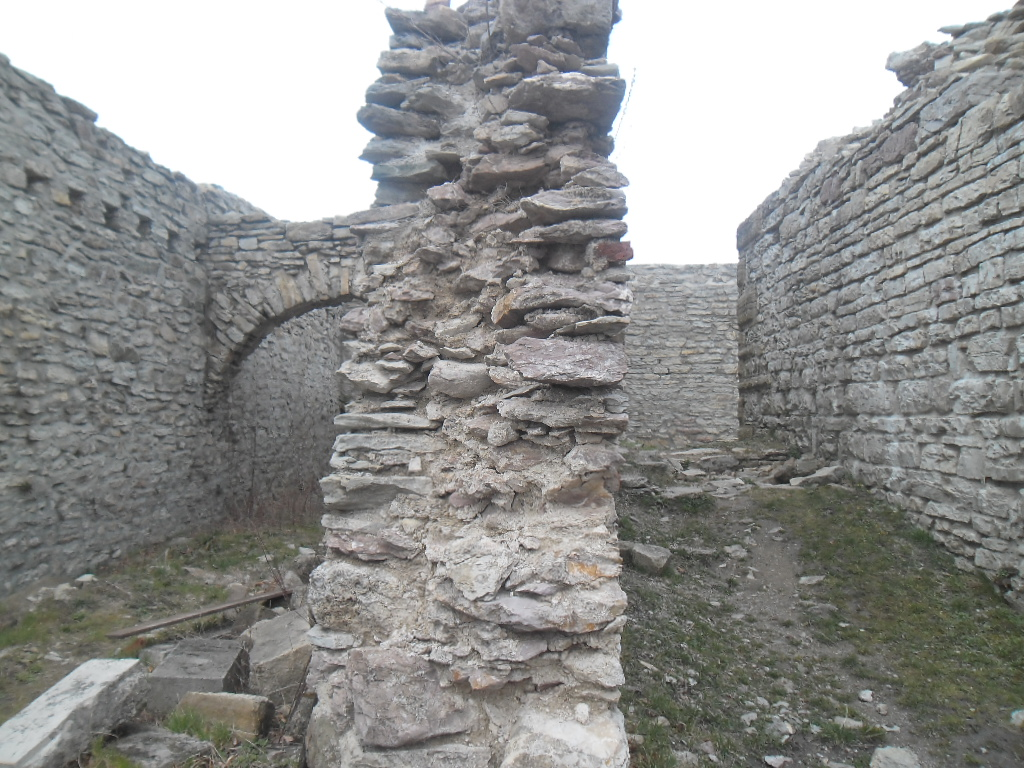